# Brian May Guitars
La Brian May Signature Guitars (abbreviato BMG) è una casa produttrice di strumenti musicali britannica, fondata dal chitarrista Brian May.

Immagine a 360° del modello Special

## Storia
Brian May, storico chitarrista della rock band Queen, negli anni '60 costruì con l'aiuto del padre la sua chitarra elettrica, la celebre e unica Red Special. Nel corso della sua carriera ha collaborato con liutai e case produttrici per replicare la sua chitarra a scopo di avviare una produzione in serie, dopo il successo avuto con la Guild, azienda statunitense e con la Burns, azienda inglese, nel 2006 ha collaborato con gli esperti Barry Moorhouse e con il suo tecnico di fiducia, Peter Malandrone: l'obbiettivo era creare uno strumento di alta qualità ad un prezzo accessibile, ed è allora che è nata l'attuale casa produttrice.
Oltre che gli strumenti musicali, l'azienda fornisce anche oggetti per la pulizia dello strumento, o prodotti di abbigliamento.

## Prodotti

### Brian May Special

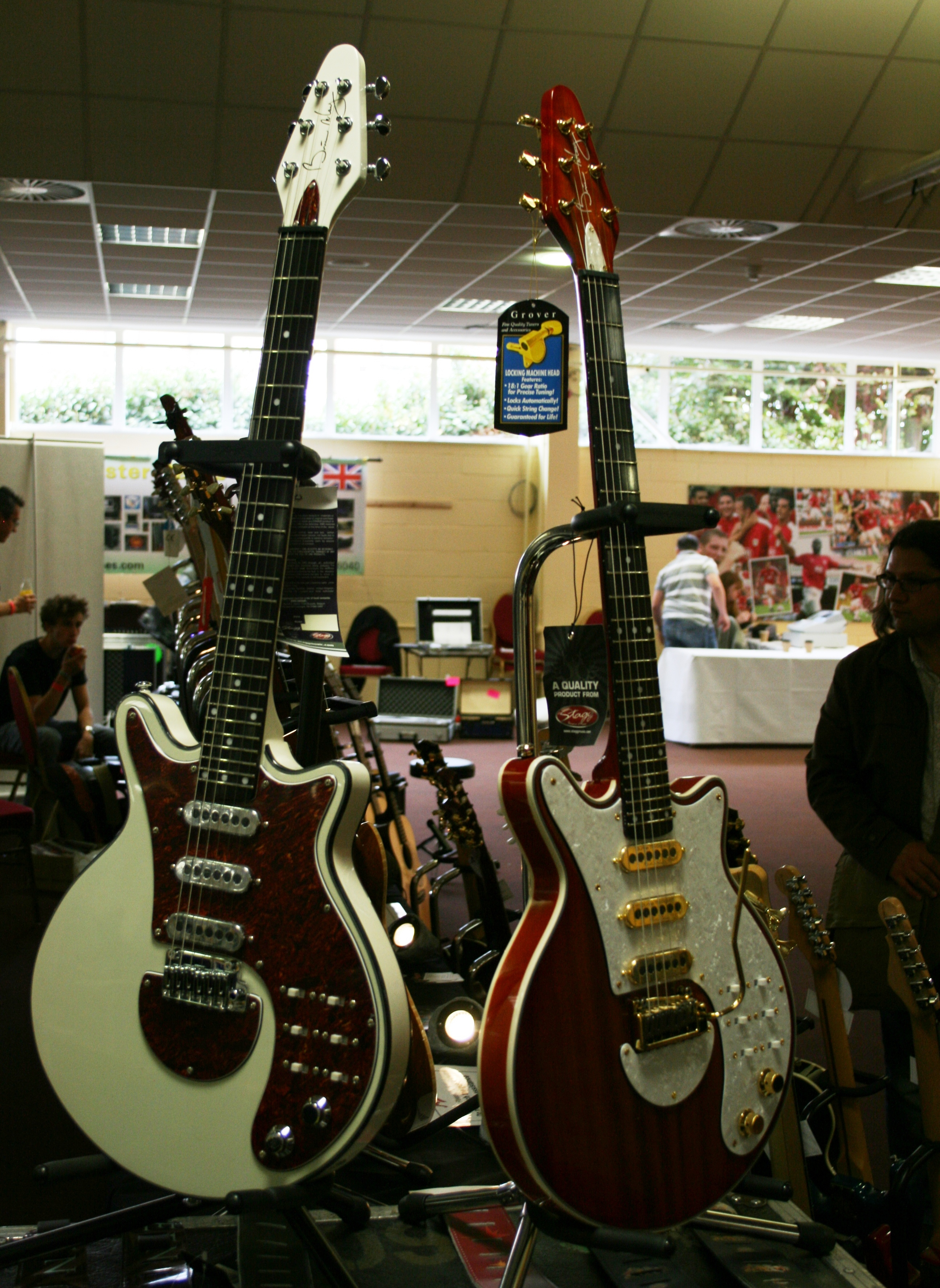
Due chitarre elettriche Brian May Signature Special esposte

Ovviamente ispirata all'originale, è una chitarra che risalta i precedenti modelli della Burns e che ha raggiunto lo status di icona di un posto unico nella storia del rock, ed è progettata in collaborazione con lo stesso Brian May.

Senza dubbio uno degli strumenti più attesi del secolo, La Special è stato originariamente lanciata nell'inverno del 2001, e ha influenzato il successo di critica e pubblico. La rivista Guitarist l'ha interpretata come "la chitarra migliore dell'anno".
A differenza dell'originale, la quale ha un corpo in listellare con a coprire due compensati impiallacciati di mogano, questa versione ha il corpo totalmente in mogano, sempre con camere tonali e binding; il manico è in mogano e la tastiera è in ebano anziché quercia con ventiquattro tasti e tasto zero. La paletta monta meccaniche autobloccanti Grover GH305 e il manico è sorretto da doppio truss-rod con dado di bloccaggio in grafite, il ponte è di tipo Wilkinson con sellette in ottone e la leva del tremolo è personalizzata. I pick-up sono single coil firmati "Brian May" con lo stesso contesto degli originali "Burns Tri-Sonic", con selezione "on-off" e "fase-controfase" per ciascun pick-up e due potenziometri "volume" e "tono". Il battipenna è in PVC anziché bachelite e, come nei precedenti modelli della Burns, il manico è unicamente fissato, quindi non è presente un dado di fissaggio. Le manopole del volume e del tono sono come quelle di una Fender Stratocaster, ma metalliche, cromate e senza scritte e numeri.
La colorazione standard si ispira all'originale: corpo e manico color rosso-antico-ciliegio, battipenna nero, tremolo, meccaniche e pick-up cromati, ma a disposizione ci sono svariati colori.

### Brian May Rhapsody
Questa è la versione acustica: il corpo ha la stessa sagoma e la tastiera ha sempre ventiquattro tasti. Amplificata da un sistema di equalizzazione Fishman Presys, è disponibile in due colorazioni: antique cherry e naturale.

### Brian May Bass
Basso elettrico di dimensioni leggermente ridotte rispetto ad un basso comune, prende sempre ispirazione dalla Red Special. Il corpo è in mogano compatto e il primo tasto è di 31.5mm, la tastiera è in ebano ed ha 20 tasti.

Il circuito è costituito da un pickup humbucker controllato da una manopola del passivo, una del volume e una del tono. Il ponte è di tipo roller con manopoline di controllo e le meccaniche sono della Hipshot.
Disponibile nella classica versione rosso-ciliegia con battipenna nero.

### Modello Super
Collaborando con i liutai Greg Fryer e Kazutaka Ijuin, Brian May ha lanciato nel 2008 questa versione limitata dal costo di circa 3200€. Considerata una Red Special di alta qualità, è fatta interamente di mogano con tastiera in ebano; monta delle meccaniche di tipo Gotoh autobloccanti come nell'originale, al posto del caratteristico ponte a rulli ne monta uno di tipo Wilkinson a rulli, le manopole del volume e tono sono come le originali e il battipenna è in bakelite marmorizzata. Sul retro non è presente il bullone di bloccaggio del manico e sulla paletta è presente la firma di Brian May, la scritta "Super" e la caratteristica stellina simbolica, sul retro della paletta sono presenti il numero di serie, le sigle "Fryer" e "Kz Guitar Works".

### Mini May
May ha lanciato pure una chitarra elettrica più piccola di dimensioni, chiamata "Mini May", con la differenza che il ponte che monta è fisso anziché tremolato, invece che un circuito a tre pick-up ne monta solo uno e senza switch per metterlo in controfase, il binding è presente solo sul davanti, la tastiera è in palissandro anziché in ebano e il manico è in acero naturale anziché in mogano in tinta con il corpo (solo la paletta è colorata di rosso).

### Brian May Uke
Ukulele tenore elettroacustico in stile Red Special, con top in abete rosso, fasce e fondo in sapele, tastiera e ponte in palissandro. Monta un preamplificatore Fishman KULA.